# ژان مقدس
ژان مقدس (به انگلیسی: Saint Joan) یک فیلم درام به کارگردانی اتو پرمینجر است که در سال ۱۹۵۷ منتشر شد.
نام فیلم در واقع به ژان دارک اشاره دارد و فیلمنامهٔ آن اقتباسی از نمایشنامهٔ ژان مقدس اثرِ جرج برنارد شاو است که دربارهٔ زندگی ژان دارک است. فیلم با صحنه‌های از پردهٔ آخر نمایشنامه شروع می‌شود و سپس طی یک فلاش‌بک طولانی، داستان اصلی بازگو می‌گردد.
ژان مقدس اولین فیلمِ جین سیبرگ در مقام بازیگر است که توسط اتو پرمینجر و از میان ۱۸٬۰۰۰ داوطلب بازیگری، انتخاب شد.

## بازیگران
- جین سیبرگ
- ریچارد ویدمارک
- ریچارد تاد
- آنتون والبروک
- جان گیلگد
- بری جونز
- هری اندروز
- مارگوت گراهام
- فینلی کوری
- سیدنی بروملی
- فلیکس آیلمر
- برنارد مایلز
- نورمن روسینگتون
- دیوید لنگتون
- کنث هِـی